# Говедар камен
Говедар камен или Говедаров камен е мегалитен жертвеник, разположен в Овчеполската котловина, между землищата на селата Пеширово и Ерджелия, община Свети Никола, Република Македония. Местното население счита този огромен мегалитен къс за целебен, а според най-новите изследвания обектът се смята за „живо древно светилище-оброчище“

## Произход на името
В околните села е запазено преданието, че в праисторически времена, камъкът е бил хвърлен от великан, който седял на рида Гюриште (отстоящ на 10 km на северозапад по права линия). Камъкът паднал върху един пастир, който пасял говеда и от там дошло и името на обекта – „Говедар камен“. Според последните научни изследвания с Говедар камен са свързани множество антични легенди, които са преплетени една в друга.

## Описание и особености
Мегалитният къс е с размери – 4 х 4 m в основата си и височина 3 m и е разположен в житните ниви и насажденията от други земеделски култури. Обектът се намира на 7 km от магистралата Свети Никола - Щип край отбивката за с. Пеширово.

### Легенди
От особен научен интерес са легендите и култовите практики свързани с Говедар камен. Съществува легенда, че камъкът се образувал, след като царски син е подменен в люлката от циганка и пуснат в кошница по реката, за да се удави. Детето оцеляло по чудодеен начин и е намерено и отгледано от един воденичар. Когато пораснало станало пастир говедар и по приказен начин се завърнало при баща си – царя. Момчето било заведено при царя, след като оценило най-високо царската колесница – колкото най-голямото богатство на земеделеца – първомайският (гергьовски) дъжд. Т.нар. „златен дъжд“ е познат от древногръцката митология, където в един от митовете Зевс се преобразил на златен дъжд и стичайки се през покрива в скута на Даная се сношил с нея. Легендата за царския син също е свързана с цяла група народни предания и легенди свързани с Крали Марко, в които той е говедарче. Именно в тези легенди Марко открива двете плачещи самодивски деца и за награда получава възможността да бозае самодивско мляко и получава огромна юнашка сила. Още по-показателна е легендата, в която бащата на юнака чува от орисниците му предсказанието, според което, когато той порасте ще придобие юнашка сила и ще счупи ребрата на баща си, ето защо бебето Марко било пуснато в кошница по р.Вардар. Намерил го говедар и той станал говедарче.
Според проф.Васил Марков в тези легенди личи един общ архетип свързан с много антични митологични мотиви. В древния свят е много разпространен мотивът за богоизбраното, подхвърлено дете, пуснато по голяма река с кошница - той присъства в древните митологии на Индия, Месопотамия, Елада, Рим и юдейските предания за Моисей. Мотивът с предсказанието за убитият/пребитият баща е близък по структура и сюжет с тиванския мит за Лай и Едип цар.
Марков подчертава, че легендата за Говедар камен твърде много напомня, макари в един профанизиран и фолклоризиран вариант, мита за детето Дионис (Сабазий) за свързания с бика Дионис - Загрей и за завръщането на Дионис в божественото семейство. Показателен за проф. Марков е фактът, че митът е „закрепен за терена“, чрез вкаменения царски син - в лицето на Говедар камен и говедата му - по малките каменни блокове разпръснати наоколо. Показателен античен паралел според Марков са водачите в дионисиевите мистерии, които били наричани „говедари“ (boukoloi), а самият Дионис бил титулуван в Пергам като архи-говедар (archiboukulus) – този, от който произхождат говедарите.

### Обредни практики
Според македонския изследовател Танас Вражиновски при Говедар камен се събират до 200 съвременни поклонници, които идват да търсят изцеление за болни очи, гърло и др.болести. (Обредната практика по структура е близка до тази от Маркова скала при с.Долен, Община Гоце Делчев.).
Ритуалът е следният – болният се напръсква, измива или пие дъждовна вода, събрана в изкуствено изсеченият, оформен като голяма човешка стъпка басейн, който се намира върху равната площадка на повърхността на камъка, след което той/тя наричат/обричат дар на камъка. Ако оздравее, на следващата година човекът донася дар на камъка – в повечето случаи се прави курбан с жертвено животно на място.
От гореописаното става ясно, че събраната в ямките дъждовна вода е мислена като лековита, но точно в определен ден от годината. Този ден е Гергьовден - най-вероятно наследникът на древната Нова Година в традиционния народен календар. В този ден се „осъществява“ т.нар. „свещен брак“ между Богът на бурята и Великата богиня-майка – богът оплождал земята, за да осигури благополучието, плодородието и здравето. (В народните вярвания се е запазило вярването, че всяка капка гергьовски дъжд е жълтичка – т.е. „богатство“.)
Друга популярна обредна практика извършвана при Говедар камен е свързана с изцелителната мощ на камъка и е част от семантичната верига – „свещен брак – плодородие – здраве – благополучие“ – вярва се че камъкът дарява деца на бездетните жени.
Танас Вражиновски е разпределил тези култово-обредни действия на няколко фази:
- В първата фаза Вражиновски отнася вярата на жената в изцелителната мощ на камъка (народното поверие гласи „Няма помощ без вяра“)
- Втората фаза включва изборът на кум.
- В третата фаза жената плете коланче от бял и червен конец, а кумът го държи.
- По време на четвъртата фаза, след като вече коланчето е оплетено, с него се обикаля камъка три пъти – половината се оставя на камъка, а другата половина се опасва от жената и се носи до следващия Гергьовден.
- Петата фаза включва пиене или измиване с водата събрана в стъпковидното издълбаване върху камъка.
- В последната шеста фаза жената забременява и ражда – тогава кумът става кръстник на детето, а камъкът се „дарява“ с жертвено агне, което три пъти се върти около камъка, заедно с детето. След тези действия агнето се заколва върху Говедар камен, като се гледа кръвта на жертвеното животно да потече по южната страна на камъка. Следващото действие включва маркирането на кръстове на челото и корема на детето с ножа, с който е заклано жертвеното агне и изричането на фразата "Свети Георги го е дал това детенце, нека Бог да му дава здраве." – вярва се, че така детето няма да боледува през годината. Обредът завършва с разсичане на поясът на жената, който се оставя върху камъка.

Според проф. Марков ритуалът носи елементи от обреди засвидетелствани още в Античността при култовете посветени на Асклепий и Дионис - Загрей, а фазата включваща разделянето на колана на две е позната от мистериалния култ изпълняван на о-в Самотраки, където при ритуалът на посвещаването в мистериите посветените препасват червен колан - този знак за посвещаване е документиран и при древнофригисйките погребални практики и при мистериалния култ от Елевсина.
Друга характерна черта от обредите свързани с изцелителната сила на Говедар камен е описана от М.Филипович през 1937 – обичаят бил жената да донесе малък керамичен съд пълен с вода, който бива чупен в камъка и практиката малък къс от камъка да се пришивал в малка торба към колана и да бъде носена в продължение на цялата година до следващото идване. Според проф. Марков това може да се разглежда като символ на съпруга, носен върху детеродната част от тялото – така както в българските народни песни жената на змея го носи на поврътки – сложен в колан. (Такава магическа обредна практика е записана в Търновско, където според преданието бездетна жена се помолила на Господ да претвори камък на дете, като с тази си вяра, тя взела камък, който увила на пояса си и го носила девет месеца, а на десетият, след като го развила – той станал на дете.)
Проф. Марков смята, че отглас от тези вярвания са изображенията на змея върху металопластическите топки на женските колани от Средновековието и Възраждането. Според Марков символиката на обреда е свидетелство за посветителен обред, в който жената умира в старата си болна същност на „неродкиня“, за да може да се роди отново – в качеството си на майка.
Аналози на магическия контакт със сакрализираната скала са известни от лечебните практики описани за Марков камък край с.Ярджиловци (Община Радомир), където жените кършат малки камъчета от скалата и ги заливат с вод а, а после пият от нея, вярвай ки, че ще оздравеят. Лечебните свойства водата придобива след контакт със сакрализираната скала - вярване познато и от магическо-обредните практики при Маркова скала край с.Долен (Община Гоце Делчев).

### Датиране
При теренно проучване проведено през 2006 г. проф. Марков документира наличието на множество керамични фрагменти от ръчно изработени съдове датиращи към I хил. пр. Хр. Поради ограничения обхват на проучването и липса на по-задълбочено археологическо проучване обаче е трудно обектът да бъде отнесен към конкретна дата и епоха.